# Tour international de Sétif 2016
La 3e édition du Tour international de Sétif a eu lieu du 13 au 16 mars 2016. La course fait partie du calendrier UCI Africa Tour 2016 en catégorie 2.2. Il fut remporté par Essaïd Abelouache.

## Présentation

### Équipes
Classé en catégorie 2.2 de l'UCI Africa Tour, le Tour international de Sétif est par conséquent ouvert aux équipes continentales professionnelles, aux équipes continentales, aux équipes nationales, aux équipes régionales et de clubs et aux équipes mixtes d'équipes africaines.
Quatorze équipes participent à Tour international de Sétif - quatre équipes continentales, quatre équipes nationales et cinq équipes régionales et de clubs :
| Équipes continentales | Équipes continentales | Équipes continentales |
| Nom de l'équipe       | Pays                  | Code                  |
| --------------------- | --------------------- | --------------------- |
| Vélo Club Sovac       | Algérie               | SOV                   |
| Al Nasr Dubaï         | Émirats arabes unis   | ANS                   |
| Massi-Kuwait Project  | Koweït                | KCP                   |

| Équipes régionales et de clubs | Équipes régionales et de clubs | Équipes régionales et de clubs |
| Nom de l'équipe                | Pays                           | Code                           |
| ------------------------------ | ------------------------------ | ------------------------------ |
| Cevital                        | Algérie                        | CEV                            |
| Ooredoo                        | Algérie                        | OOR                            |
| El Majd                        | Algérie                        | ELM                            |
| Speed Road Gomistar            | Espagne                        | SRG                            |

| Équipes nationales          | Équipes nationales | Équipes nationales |
| Nom de l'équipe             | Pays               | Code               |
| --------------------------- | ------------------ | ------------------ |
| Équipe nationale d'Algérie  | Algérie            | ALG                |
| Équipe nationale d'Érythrée | Érythrée           | ERI                |
| Équipe nationale du Rwanda  | Rwanda             | RWA                |
| Équipe nationale de Tunisie | Tunisie            | TUN                |
| Équipe nationale de Syrie   | Syrie              | SYR                |

## Étapes
| Étape     | Date    | Villes étapes  | type              | Distance (km) | Vainqueur d'étape | Leader du classement général |
| --------- | ------- | -------------- | ----------------- | ------------- | ----------------- | ---------------------------- |
| 1re étape | 13 mars | Blida – Bouira | étape de montagne | 137           | Tomas Vaitkus     | Tomas Vaitkus                |
| 2e étape  | 14 mars | Sétif – Sétif  | étape vallonnée   | 123           | Essaïd Abelouache | Essaïd Abelouache            |
| 3e étape  | 15 mars | Sétif – Sétif  | étape vallonnée   | 149           | Adil Barbari      | Essaïd Abelouache            |
| 4e étape  | 16 mars | Sétif – Sétif  | étape vallonnée   | 110           | Tomas Vaitkus     | Essaïd Abelouache            |

## Classement des étapes

### 1reétape
| Classement de l'étape | Classement de l'étape | Classement de l'étape | Classement de l'étape | Classement de l'étape |
|                       | Coureur               | Pays                  | Équipe                | Temps                 |
| --------------------- | --------------------- | --------------------- | --------------------- | --------------------- |
| 1er                   | Tomas Vaitkus         | Lituanie              | Al Nasr Dubaï         | en 3 h 32 min 16 s    |
| 2e                    | Essaïd Abelouache     | Maroc                 | Al Nasr Dubaï         | m.t                   |
| 3e                    | Nassim Saidi          | Algérie               | Équipe d'Algérie      | m.t                   |
| 4e                    | Abdellah Benyoucef    | Algérie               | Cevital               | m.t                   |
| 5e                    | Abderrahmane Mansouri | Algérie               | Ooredoo               | m.t                   |
| 6e                    | Ali Nouisri           | Tunisie               | Équipe de Tunisie     | m.t                   |
| 7e                    | Ayoub Karrar          | Algérie               | Cevital               | m.t                   |
| 8e                    | Axel Costa            | Espagne               | Massi-Kuwait Project  | m.t                   |
| 9e                    | Luca Wackermann       | Italie                | Al Nasr Dubaï         | m.t                   |
| 10e                   | Hamza Fatnassi        | Tunisie               | Équipe de Tunisie     | m.t                   |
| modifier              |                       |                       |                       |                       |

| Classement général | Classement général    | Classement général | Classement général   | Classement général |
|                    | Coureur               | Pays               | Équipe               | Temps              |
| ------------------ | --------------------- | ------------------ | -------------------- | ------------------ |
| 1er                | Tomas Vaitkus         | Lituanie           | Al Nasr Dubaï        | en 3 h 32 min 16 s |
| 2e                 | Essaïd Abelouache     | Maroc              | Al Nasr Dubaï        | m.t                |
| 3e                 | Nassim Saidi          | Algérie            | Équipe d'Algérie     | m.t                |
| 4e                 | Abdellah Benyoucef    | Algérie            | Cevital              | m.t                |
| 5e                 | Abderrahmane Mansouri | Algérie            | Ooredoo              | m.t                |
| 6e                 | Ali Nouisri           | Tunisie            | Équipe de Tunisie    | m.t                |
| 7e                 | Ayoub Karrar          | Algérie            | Cevital              | m.t                |
| 8e                 | Axel Costa            | Espagne            | Massi-Kuwait Project | m.t                |
| 9e                 | Luca Wackermann       | Italie             | Al Nasr Dubaï        | m.t                |
| 10e                | Hamza Fatnassi        | Tunisie            | Équipe de Tunisie    | m.t                |
| modifier           |                       |                    |                      |                    |

### 2eétape
| Classement de l'étape | Classement de l'étape | Classement de l'étape | Classement de l'étape | Classement de l'étape |
|                       | Coureur               | Pays                  | Équipe                | Temps                 |
| --------------------- | --------------------- | --------------------- | --------------------- | --------------------- |
| 1er                   | Essaïd Abelouache     | Maroc                 | Al Nasr Dubaï         | en 2 h 56 min 16 s    |
| 2e                    | Tomas Vaitkus         | Lituanie              | Al Nasr Dubaï         | m.t                   |
| 3e                    | Adil Barbari          | Algérie               | Al Nasr Dubaï         | m.t                   |
| 4e                    | Luca Wackermann       | Italie                | Al Nasr Dubaï         | m.t                   |
| 5e                    | Joseph Areruya        | Rwanda                | Équipe du Rwanda      | + 4 min 45 s          |
| 6e                    | Mehari Tesfatsion     | Érythrée              | Équipe d'Érythrée     | + 4 min 47 s          |
| 7e                    | Axel Costa            | Espagne               | Massi-Kuwait Project  | + 4 min 53 s          |
| 8e                    | Amanuel Tsegay        | Érythrée              | Équipe d'Érythrée     | + 5 min 10 s          |
| 9e                    | Abderrahmane Mansouri | Algérie               | Ooredoo               | + 5 min 18 s          |
| 10e                   | Elias Afewerki        | Érythrée              | Équipe d'Érythrée     | + 6 min 8 s           |
| modifier              |                       |                       |                       |                       |

| Classement général | Classement général    | Classement général | Classement général   | Classement général |
|                    | Coureur               | Pays               | Équipe               | Temps              |
| ------------------ | --------------------- | ------------------ | -------------------- | ------------------ |
| 1er                | Essaïd Abelouache     | Maroc              | Al Nasr Dubaï        | en 6 h 28 min 32 s |
| 2e                 | Tomas Vaitkus         | Lituanie           | Al Nasr Dubaï        | m.t                |
| 3e                 | Luca Wackermann       | Italie             | Al Nasr Dubaï        | m.t                |
| 4e                 | Adil Barbari          | Algérie            | Al Nasr Dubaï        | m.t                |
| 5e                 | Joseph Areruya        | Rwanda             | Équipe du Rwanda     | + 4 min 45 s       |
| 6e                 | Mehari Tesfatsion     | Érythrée           | Équipe d'Érythrée    | + 4 min 47 s       |
| 7e                 | Axel Costa            | Espagne            | Massi-Kuwait Project | + 4 min 53 s       |
| 8e                 | Amanuel Tsegay        | Érythrée           | Équipe d'Érythrée    | + 5 min 10 s       |
| 9e                 | Abderrahmane Mansouri | Algérie            | Ooredoo              | + 5 min 18 s       |
| 10e                | Elias Afewerki        | Érythrée           | Équipe d'Érythrée    | + 6 min 8 s        |
| modifier           |                       |                    |                      |                    |

### 3eétape
| Classement de l'étape | Classement de l'étape | Classement de l'étape | Classement de l'étape | Classement de l'étape |
|                       | Coureur               | Pays                  | Équipe                | Temps                 |
| --------------------- | --------------------- | --------------------- | --------------------- | --------------------- |
| 1er                   | Adil Barbari          | Algérie               | Al Nasr Dubaï         | en 3 h 26 min 7 s     |
| 2e                    | Essaïd Abelouache     | Maroc                 | Al Nasr Dubaï         | m.t                   |
| 3e                    | Tomas Vaitkus         | Lituanie              | Al Nasr Dubaï         | + 7 s                 |
| 4e                    | Luca Wackermann       | Italie                | Al Nasr Dubaï         | m.t                   |
| 5e                    | Ali Nouisri           | Tunisie               | Équipe de Tunisie     | + 9 s                 |
| 6e                    | Tesfom Okubamariam    | Érythrée              | Équipe d'Érythrée     | + 7 min 19 s          |
| 7e                    | Joseph Areruya        | Rwanda                | Équipe du Rwanda      | + 7 min 27 s          |
| 8e                    | Elias Afewerki        | Érythrée              | Équipe d'Érythrée     | m.t                   |
| 9e                    | Mehari Tesfatsion     | Érythrée              | Équipe d'Érythrée     | m.t                   |
| 10e                   | Ayoub Karrar          | Algérie               | Cevital               | + 7 min 29 s          |
| modifier              |                       |                       |                       |                       |

| Classement général | Classement général    | Classement général | Classement général | Classement général |
|                    | Coureur               | Pays               | Équipe             | Temps              |
| ------------------ | --------------------- | ------------------ | ------------------ | ------------------ |
| 1er                | Essaïd Abelouache     | Maroc              | Al Nasr Dubaï      | en 9 h 54 min 39 s |
| 2e                 | Adil Barbari          | Algérie            | Al Nasr Dubaï      | m.t                |
| 3e                 | Tomas Vaitkus         | Lituanie           | Al Nasr Dubaï      | + 7 s              |
| 4e                 | Luca Wackermann       | Italie             | Al Nasr Dubaï      | m.t                |
| 5e                 | Ali Nouisri           | Tunisie            | Équipe de Tunisie  | + 6 min 26 s       |
| 6e                 | Joseph Areruya        | Rwanda             | Équipe du Rwanda   | + 12 min 12 s      |
| 7e                 | Mehari Tesfatsion     | Érythrée           | Équipe d'Érythrée  | + 12 min 14 s      |
| 8e                 | Abderrahmane Mansouri | Algérie            | Ooredoo            | + 13 min 5 s       |
| 9e                 | Tesfom Okubamariam    | Érythrée           | Équipe d'Érythrée  | + 13 min 27 s      |
| 10e                | Elias Afewerki        | Érythrée           | Équipe d'Érythrée  | + 13 min 35 s      |
| modifier           |                       |                    |                    |                    |

### 4eétape
| Classement de l'étape | Classement de l'étape | Classement de l'étape | Classement de l'étape | Classement de l'étape |
|                       | Coureur               | Pays                  | Équipe                | Temps                 |
| --------------------- | --------------------- | --------------------- | --------------------- | --------------------- |
| 1er                   | Tomas Vaitkus         | Lituanie              | Al Nasr Dubaï         | en 2 h 45 min 44 s    |
| 2e                    | Tesfom Okubamariam    | Érythrée              | Équipe d'Érythrée     | + 1 s                 |
| 3e                    | Abderrahmane Mansouri | Algérie               | Ooredoo               | m.t                   |
| 4e                    | Nassim Saidi          | Algérie               | Équipe d'Algérie      | m.t                   |
| 5e                    | Jean-Claude Uwizeye   | Rwanda                | Équipe du Rwanda      | m.t                   |
| 6e                    | Essaïd Abelouache     | Maroc                 | Al Nasr Dubaï         | m.t                   |
| 7e                    | Adil Barbari          | Algérie               | Al Nasr Dubaï         | m.t                   |
| 8e                    | Joseph Areruya        | Rwanda                | Équipe du Rwanda      | m.t                   |
| 9e                    | Patrick Byukusenge    | Rwanda                | Équipe du Rwanda      | m.t                   |
| 10e                   | Mehari Tesfatsion     | Érythrée              | Équipe d'Érythrée     | m.t                   |
| modifier              |                       |                       |                       |                       |

### Classements finals
| Classement général | Classement général    | Classement général | Classement général | Classement général  |
|                    | Coureur               | Pays               | Équipe             | Temps               |
| ------------------ | --------------------- | ------------------ | ------------------ | ------------------- |
| 1er                | Essaïd Abelouache     | Maroc              | Al Nasr Dubaï      | en 12 h 40 min 24 s |
| 2e                 | Adil Barbari          | Algérie            | Al Nasr Dubaï      | m.t                 |
| 3e                 | Tomas Vaitkus         | Lituanie           | Al Nasr Dubaï      | + 6 s               |
| 4e                 | Luca Wackermann       | Italie             | Al Nasr Dubaï      | + 34 s              |
| 5e                 | Ali Nouisri           | Tunisie            | Équipe de Tunisie  | + 7 min 3 s         |
| 6e                 | Joseph Areruya        | Rwanda             | Équipe du Rwanda   | + 12 min 12 s       |
| 7e                 | Mehari Tesfatsion     | Érythrée           | Équipe d'Érythrée  | + 12 min 14 s       |
| 8e                 | Abderrahmane Mansouri | Algérie            | Ooredoo            | + 13 min 5 s        |
| 9e                 | Tesfom Okubamariam    | Érythrée           | Équipe d'Érythrée  | + 13 min 27 s       |
| 10e                | Elias Afewerki        | Érythrée           | Équipe d'Érythrée  | + 13 min 35 s       |
| modifier           |                       |                    |                    |                     |

### Classements annexes
| Classement des sprints | Classement des sprints | Classement des sprints | Classement des sprints | Classement des sprints |
| ---------------------- | ---------------------- | ---------------------- | ---------------------- | ---------------------- |
|                        | Coureur                | Pays                   | Équipe                 | Point(s)               |
| 1er                    | Tomas Vaitkus          | Lituanie               | Al Nasr Dubaï          | 124 points             |
| 2e                     | Essaïd Abelouache      | Maroc                  | Al Nasr Dubaï          | 114 pts                |
| 3e                     | Adil Barbari           | Algérie                | Al Nasr Dubaï          | 76 pts                 |
| modifier               |                        |                        |                        |                        |

| Classement de la montagne | Classement de la montagne | Classement de la montagne | Classement de la montagne | Classement de la montagne |
| ------------------------- | ------------------------- | ------------------------- | ------------------------- | ------------------------- |
|                           | Coureur                   | Pays                      | Équipe                    | Point(s)                  |
| 1er                       | Essaïd Abelouache         | Maroc                     | Al Nasr Dubaï             | 47 points                 |
| 2e                        | Tomas Vaitkus             | Lituanie                  | Al Nasr Dubaï             | 28 pts                    |
| 3e                        | Abderrahmane Mansouri     | Algérie                   | Ooredoo                   | 24 pts                    |
| modifier                  |                           |                           |                           |                           |

| Classement du meilleur jeune | Classement du meilleur jeune | Classement du meilleur jeune | Classement du meilleur jeune | Classement du meilleur jeune |
|                              | Coureur                      | Pays                         | Équipe                       | Temps                        |
| ---------------------------- | ---------------------------- | ---------------------------- | ---------------------------- | ---------------------------- |
| 1er                          | Ali Nouisri                  | Tunisie                      | Équipe de Tunisie            | en 12 h 47 min 27 s          |
| 2e                           | Joseph Areruya               | Rwanda                       | Équipe du Rwanda             | + 5 min 9 s                  |
| 3e                           | Mehari Tesfatsion            | Érythrée                     | Équipe d'Érythrée            | + 5 min 11 s                 |
| modifier                     |                              |                              |                              |                              |

| Classement par équipes | Classement par équipes | Classement par équipes | Classement par équipes |
|                        | Équipe                 | Pays                   | Temps                  |
| ---------------------- | ---------------------- | ---------------------- | ---------------------- |
| 1re                    | Al Nasr Dubaï          | Émirats arabes unis    | en 38 h 1 min 18 s     |
| 2e                     | Équipe d'Érythrée      | Érythrée               | + 38 min 12 s          |
| 3e                     | Équipe du Rwanda       | Rwanda                 | + 42 min 14 s          |
| modifier               |                        |                        |                        |

### UCI Africa Tour
Ce Tour international de Blida attribue des points pour l'UCI Africa Tour 2016, par équipes seulement aux coureurs des équipes continentales professionnelles et continentales, individuellement à tous les coureurs sauf ceux faisant partie d'une équipe ayant un label WorldTeam.
| Position           | 1er | 2e | 3e | 4e | 5e | 6e | 7e | 8e à 10e |
| Classement général | 40  | 30 | 25 | 20 | 15 | 10 | 5  | 3        |
| Par étape          | 7   | 3  | 1  |    |    |    |    |          |
| Leader, par étape  | 1   |    |    |    |    |    |    |          |

| Cycliste              | Équipe                      | Général | Étape | Leader | Total |
| --------------------- | --------------------------- | ------- | ----- | ------ | ----- |
| Essaïd Abelouache     | Al Nasr Dubaï               | 40      | 18    | 12     | 70    |
| Tomas Vaitkus         | Al Nasr Dubaï               | 16      | 23    | 4      | 43    |
| Adil Barbari          | Al Nasr Dubaï               | 30      | 10    | -      | 40    |
| Luca Wackermann       | Al Nasr Dubaï               | 12      | -     | -      | 12    |
| Ali Nouisri           | Équipe nationale de Tunisie | 10      | -     | -      | 10    |
| Joseph Areruya        | Équipe nationale du Rwanda  | 8       | -     | -      | 8     |
| Mehari Tesfatsion     | Équipe nationale d'Érythrée | 6       |       | -      | 6     |
| Tesfom Okubamariam    | Équipe nationale d'Érythrée | -       | 5     | -      | 5     |
| Abderrahmane Mansouri | Ooredoo                     | 3       | 2     | -      | 5     |
| Nassim Saidi          | Équipe d'Algérie            | -       | 2     | -      | 2     |

## Liste des participants
- Liste de départ complète